# Antoniazzo Romano
Antonio di Benedetto degli Aquili detto Antoniazzo Romano (1430-1435 circa – Roma, 17 aprile 1508) è stato un pittore italiano.

## Biografia

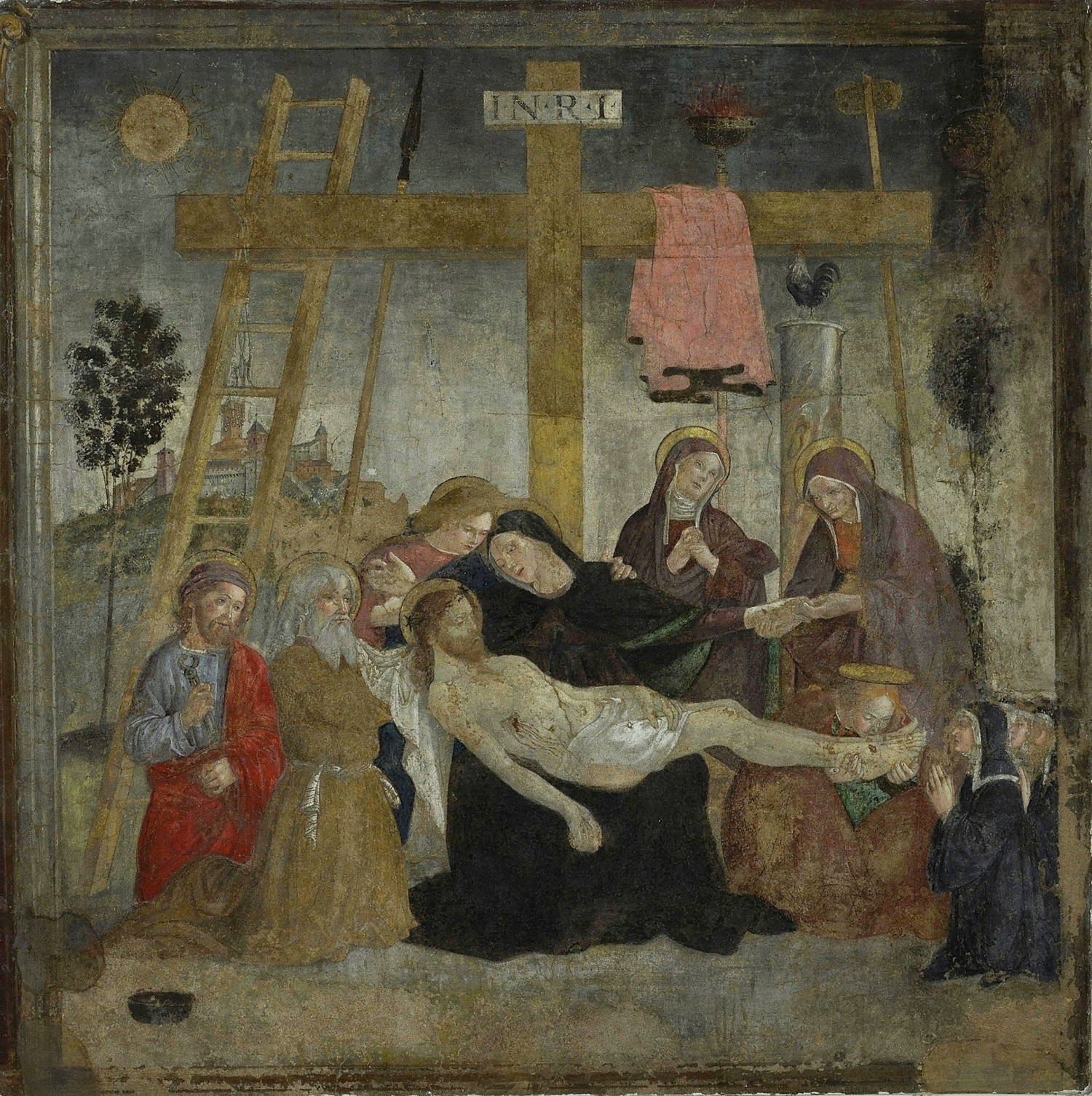
Antoniazzo, Deposizione, Roma, Chiesa di Sant'Ambrogio della Massima

Fu uno dei pittori principali della scuola romana del Rinascimento.
Eseguì - probabilmente tra il 1464 e il 1465  - con la sua bottega la decorazione ad affresco della cappella Bessarione nella Basilica dei Santi Apostoli, a Roma. La sua prima opera conosciuta è la Madonna del Latte conservata al Museo civico di Rieti (1464), seguita dal trittico conservato nella chiesa di San Francesco a Subiaco (1467).
Al 1468 si data il ciclo di affreschi sulla vita di Santa Francesca Romana nel monastero delle Oblate di Tor de' Specchi.
Il periodo più proficuo e noto del suo lavoro si ha tra il 1475 e il 1490 soprattutto a Roma: è del 1475 circa la Madonna di papa Leone I (conservata oggi a Dublino, National Gallery).
Nello stesso anno Antoniazzo operò anche in Vaticano con Domenico Ghirlandaio e poi con Melozzo da Forlì, mentre nel 1480-1482 lavorava con il Perugino nella Cappella Sistina. Del 1476 è il trittico Madonna con il Bambino tra i santi Pietro e Paolo e il conte Onorato II Caetani, realizzato per la cattedrale di S. Pietro Apostolo a Fondi, nel Regno di Napoli (Pesiri); il rapporto con il ramo napoletano della famiglia Caetani si concretò anche nella tavola della Madonna con il Bambino tra i santi Stefano e Lucia, ora nel Museo diocesano di Capua, commissionatagli dall'arcivescovo capuano Giordano Caetani intorno al 1492 per la sua cappella nel duomo di quella città.
Recentemente attribuito ad Antoniazzo è il ciclo con le Storie dell'invenzione della vera croce (fine XV secolo) che decora la calotta absidale della basilica di Santa Croce in Gerusalemme, a Roma, opera a lungo attribuita al Pinturicchio.
Altra notevole prova di Antoniazzo è l'affresco con il Trionfo di Gentile Orsini, ammirabile nel Castello di Bracciano.
Intorno al 1483 si data il ciclo di affreschi nel presbiterio della chiesa di San Giovanni Evangelista a Tivoli, che "rappresenta uno dei capisaldi fondamentali per la storia della pittura del Rinascimento nel Lazio" (Paolucci).
Importanti furono i contatti avuti con pittori di Viterbo (probabili con Lorenzo da Viterbo e Antonio del Massaro da Viterbo, detto il Pastura) e dell'Alto Lazio. 
Infatti la penultima opera datata è la pala di Santa Maria del Prato a Campagnano di Roma (1497), di cui si conserva solo il frammento oggi al Museo civico di Viterbo, mentre l'ultima datata è la tavola con l'Annunciazione e il cardinale Torquemada nella basilica romana di Santa Maria sopra Minerva (1500).